# Marquesado de la Conquista
El marquesado de la Conquista es un título nobiliario español, que sin denominación fue otorgado el 8 de enero de 1531 por el rey Carlos I a Francisco Pizarro, conquistador del Perú. 
Tras la rebelión de Gonzalo Pizarro durante las Guerras civiles entre los conquistadores del Perú, el Pacificador del Perú, Pedro de la Gasca, sugirió al rey Carlos I de España que se alejara del Perú a los litigantes de este marquesado, por miedo al poder que tenía la familia de Pizarro, lo cual provocó que Francisca Pizarro Yupanqui (legítima heredera por la real cédula del 12 de octubre de 1537) sea enviada a España y el título quede retenido por la Corona, fenómeno similar tendrían a futuro los marqueses de Santiago de Oropesa.
El título fue revalidado por el rey Felipe IV el 8 de enero de 1631 con la denominación de «la Conquista» a favor de Juan Hernando Pizarro, bisnieto del conquistador, considerado el primer titular. El 19 de noviembre de 1771 el rey Carlos III le otorgó la grandeza de España.

## Marqueses de la Conquista
- Juan Hernando Pizarro, I marqués de la Conquista.[2] Era hijo de Francisco Pizarro Pizarro (que a su vez era hijo de Francisca Pizarro Yupanqui y Hernando Pizarro, por tanto, nieto del conquistador Francisco Pizarro), y de su esposa Estefanía de Orellana.[5]

Por sentencia de 4 de marzo de 1649, le sucedió:
- Fernando de Orellana Pizarro, II marqués de la Conquista.[2]

Por sentencia de fecha desconocida de 1676, le sucedió:
- Beatriz Jacinta Pizarro Manrique (m. 13 de febrero de 1690), III marquesa de la Conquista.[2]

Le sucedió:
- Francisco Pizarro de Godoy (m. 9 de septiembre de 1687), IV marqués de la Conquista.[2]

Le sucedió su hermano:
- Pedro Antonio Pizarro de Godoy (m. 27 de abril de 1699), V marqués de la Conquista.[2]

Casó en 1695 con Mariana de Quiñones y Oviedo. Le sucedió su hijo:
- Pedro Jacinto Eugenio Pizarro de Godoy y Quiñones (m. 17 de noviembre de 1736), VI marqués de la Conquista.[2]

Le sucedió su sobrina materna:
- María Bernarda Somoza y Pizarro (m. 3 de mayo de 1740), VII marquesa de la Conquista.[2]

Le sucedió su hermana:
- Luisa Vicenta Somoza y Pizarro (m. 7 de mayo de 1756), VIII marquesa de la Conquista.[2]

Le sucedió:
- Agustín de Orellana Pizarro y Orense (m. 6 de junio de 1806), IX marqués de la Conquista, grande de España.[2]

Le sucedió su hijo:
- Jacinto de Orellana Pizarro y Contreras (m. 3 de noviembre de 1814), X marqués de la Conquista, grande de España.[2]

Le sucedió su hijo:
- Agustín de Orellana Pizarro de la Plata (m. 11 de febrero de 1829), XI marqués de la Conquista, grande de España.[2]

El 24 de marzo de 1839 por real carta de sucesión y real carta de confirmación de 6 de abril de 1848 ambas de la reina Isabel II de España, le sucedió su hijo:
- Jacinto Telesforo de Orellana y Díaz (baut. Trujillo, 8 de enero de 1819-27 de junio de 1899), XII marqués de la Conquista, grande de España[2] y X marqués de Albayda,[7] senador vitalicio, senador por la provincia de Cáceres y senador por derecho propio.[8]

Contrajo dos matrimonios. El primero el 3 de junio de 1839 con María Josefa de Avecía y Velasco (m. 21 de diciembre de 1842). Después de enviudar, se casó el 24 de junio de 1848 con María de la Asunción Pérez-Aloe y Elías (m. 19 de diciembre de 1909). El 2 de marzo de 1900, le sucedió su hijo de su segundo matrimonio:
- Agustín de Orellana y Pérez-Aloe, XIII marqués de la Conquista, grande de España.[2]

El 25 de septiembre de 1929, le sucedió su hija:
- María de la Asunción de Orellana y Ulloa, XIV marquesa de la Conquista, grande de España.[2]

El 30 de diciembre de 1961, le sucedió:
- Antonio Pérez de Herrasti y Orellana (m. 11 de octubre de 1974), XV marqués de la Conquista, grande de España,[2] XIII marqués de Albayda grande de España,[7] IV conde de Antillón y II conde de Padul. Era hijo de María de la Concepción de Orellana Pizarro y Maldonado (m. 17 de septiembre de 1927), XII marquesa de Albayda y de su esposo Antonio Pérez de Herrasti y Pérez de Herrasti, IV IV conde de Antillón[7] y hermano de Isidoro Pérez de Herrasti y Pérez de Herrasti, I conde de Padul.

Casó el 2 de julio de 1924 con Matilde de Narváez y Ulloa, hija de los II marqueses de Oquendo. El 24 de septiembre de 1975, le sucedió su hijo:
- Antonio Pérez de Herrasti y Narváez (m. 29 de diciembre de 1996), XVI marqués de la Conquista, grande de España,[2] XIV marqués de Albayda grande de España,[9][7] y V conde de Antillón,[10][2]

Soltero, sin descendencia. El 1 de junio de 1998, le sucedió su hermano:
- Ramón Pérez de Herrasti y Narváez (Madrid, 22 de octubre de 1927-ibíd. 13 de octubre de 2017),[11] XVII marqués de la Conquista, grande de España,[2][12] VI conde de Antillón,[13] XIV marqués de Albayda grande de España[14] y III conde de Padul,[15]

Casó con Begoña de Urquijo y Eulate (m. 2007). Le sucedió su hija:
- María Pérez de Herrasti y Urquijo, XVIII marquesa de la Conquista, grande de España,[17] XVI marquesa de Albayda grande de España,[18] VII condesa de Antillón,[19] y IV condesa de Padul.[20]

Casó con Íñigo Méndez de Vigo Montojo (Tetuán, protectorado español de Marruecos, 21 de enero de 1956), IX barón de Claret.